# Eclissi solare del 4 settembre 2100
L'Eclissi solare del 4 settembre 2100, di tipo totale, è un evento astronomico che avrà luogo il suddetto giorno con centralità attorno alle ore 08:49 UTC.
L'eclissi avrà un'ampiezza massima di 142 chilometri e una durata di 3 minuti e 32 secondi.  L'evento sarà visibile in diversi paesi: paesi: Guinea, Sierra Leone, Costa d'Avorio, Burkina Faso, Ghana, Togo, Benin, Nigeria, Camerun, Repubblica Centrafricana, Repubblica Democratica del Congo, Uganda, Ruanda, Burundi, Tanzania, Mozambico e Madagascar.

## Eclissi correlate

### Eclissi solari 2098 - 2100
Questa eclissi è un membro di una serie semestrale. Un'eclissi in una serie semestrale di eclissi solari si ripete approssimativamente ogni 177 giorni e 4 ore (un semestre) in nodi alternati dell'orbita della Luna.

### Ciclo di Saros 146
L'evento fa parte del ciclo di Saros 146, che si ripete ogni 18 anni, 11 giorni, contenente 76 eventi. La serie è iniziata con un'eclissi solare parziale il 19 settembre 1541. Comprende eclissi totali dal 29 maggio 1938 al 7 ottobre 2154, eclissi ibride dal 17 ottobre 2172 al 20 novembre 2226 ed eclissi anulari dal 1º dicembre 2244 al 10 agosto 2659. La serie termina al membro 76 con un'eclissi parziale il 29 dicembre 2893. La durata più lunga della totalità è stata di 5 minuti, 21 secondi il 30 giugno 1992.